# 室点密
室点密（拉丁轉寫：İstemi Ķaġan；？—575年），亦作室点蜜、瑟帝米、伊室点密，突厥汗国西面小可汗，阿史那氏，突厥汗国土门可汗之弟，木杆可汗的叔父，阿史那吐务之子。東羅馬帝國文獻稱他為常瑟波罗斯。
早年号莫贺咄叶护（仅次于可汗的称号），在阿尔泰山一带游牧。552年，其兄土门率突厥主力东征，灭亡柔然，室点密留守故地，向南臣服了高昌。
约在556年左右，室点密率领十大首领联合西突厥以及铁勒等族10万部众开始西征。他首先同波斯萨珊王朝的霍斯劳一世结盟，共同攻打西域霸主嚈哒。到558年左右，突厥和波斯两国军队在阿姆河会师，击灭嚈哒，杀其国王，并以此河为界瓜分了嚈哒的领地。乘胜攻取赭时、拔汗那、康国、安国、史国等政权。不久，室点密又击败了柔然残部阿瓦尔人，将其逐往伏尔加河一带，并派军追击。因此功绩，室点密被封为西部可汗，分领乌孙故地，名义上受东部总可汗的管辖，实际上取得了独立地位，成为西突厥汗国的源头。建牙帐于鹰娑川（今库车西北小裕勒都斯河），为南牙（冬都）；后在碎叶河之千泉（今楚河西岸），建北牙（夏都）。
567年，室点密派遣粟特使者馬里亚克前往波斯和东罗马帝国，要求控制丝绸贸易，波斯国王霍斯劳一世拒绝，部分使者被杀。而东罗马皇帝查士丁二世虽然表示并不需要丝绸，但是却愿意同突厥联盟对抗波斯。568年，在牙帐接见东罗马使者。之后，在室点密的进击下，西突厥的势力越过阿姆河，囊括了今阿富汗一带。突厥与东罗马使臣往返频繁，东罗马也送回留居的突厥人。突厥同东罗马的同盟关系一直持续到576年，方才由于东罗马提比略二世收留阿瓦尔人而破裂。馬里亚克告诉皇帝，其国分为四部，但统治全国之权为西扎布鲁一人独揽，意为使者吹嘘室点密是突厥四部：Kipchakh（钦察），Kalakh，Kanki，Karluk（葛逻禄）的最高可汗。又告诉皇帝，突厥已征服嚈哒，使之臣服。
由于室点密的努力，突厥的势力范围向西一直拓展到里海（一说黑海北岸），西南占据嚈哒旧地（今阿富汗中北部）与波斯相邻，南抵疏勒，北达瀚海，与葛逻禄、处月、处密、伊吾等族杂处，地处中西交通要道，丝绸之路必经之地。因此，他与土门被一同奉为突厥民族的两大祖先。由于此时突厥汗国疆域过于辽阔，室点密之死，直接影响了整个突厥汗国分裂。